# NGC 961
NGC 961 (również NGC 1051, IC 249 lub PGC 10172) – magellaniczna galaktyka spiralna (Sm), znajdująca się w gwiazdozbiorze Wieloryba.
Odkrył ją Édouard Jean-Marie Stephan 27 listopada 1880 roku. W 1886 roku obserwował ją też Ormond Stone, lecz obliczył jej pozycję z błędem rektascensji wielkości 10 minut i uznał, że odkrył nowy obiekt. John Dreyer, zestawiając swój New General Catalogue, również nie zdawał sobie sprawy, że astronomowie ci zaobserwowali ten sam obiekt i skatalogował obserwację Stephana jako NGC 1051, a obserwację Stone’a z błędną pozycją jako NGC 961.